# الاعتداءات الإسرائيلية على الأماكن الدينية خلال الحرب الفلسطينية الإسرائيلية

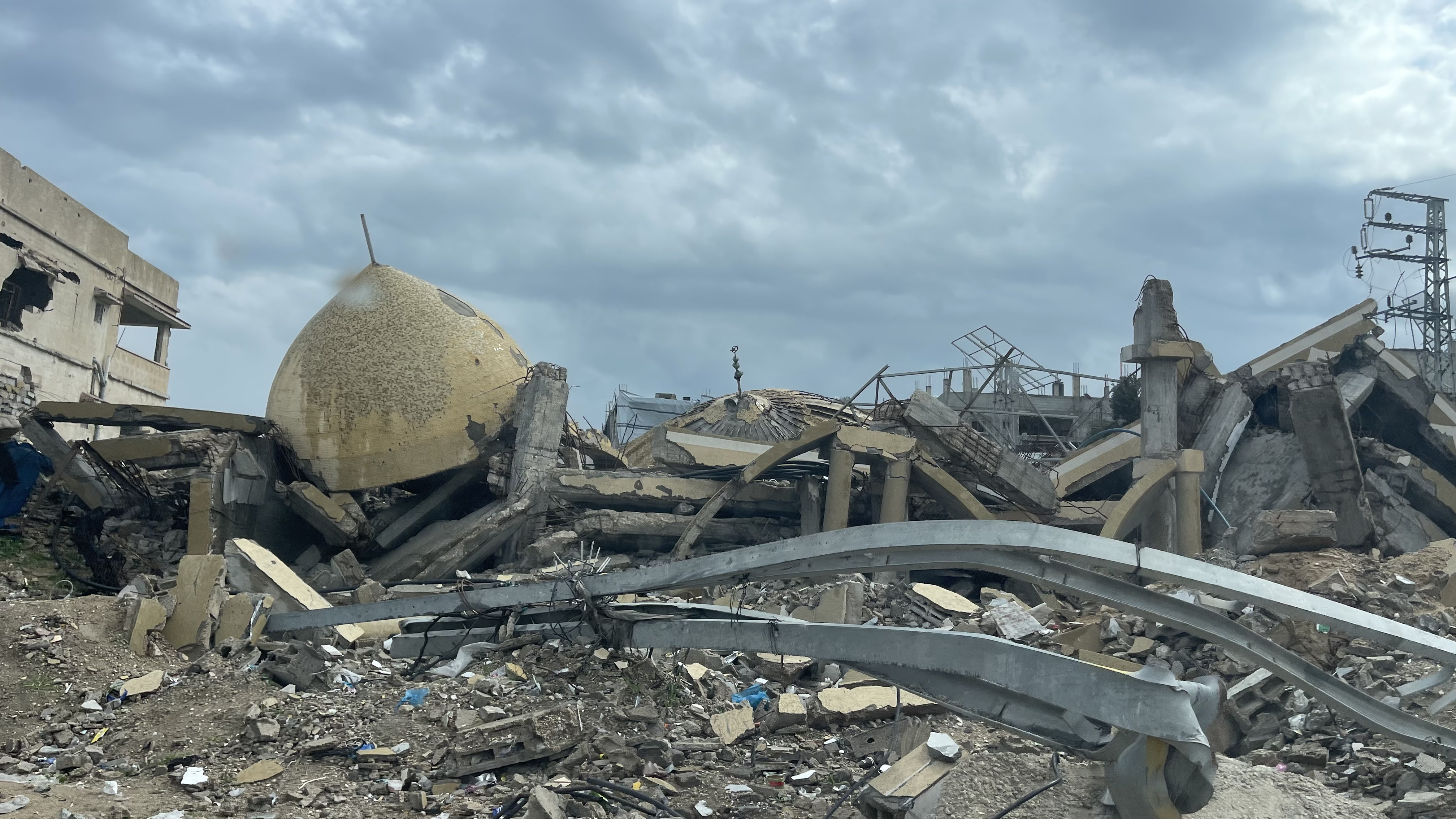
مسجد دُمّر بالكامل في منطقة جباليا، أثر القصف

أدّى الغزو الإسرائيلي لقطاع غزة، والذي بدأ نتيجة للحرب التي شنَّتها إسرائيل بعد عملية طوفان الأقصى في 7 أكتوبر 2023، إلى تدمير كبير وأضرار جسيمة للعديد من المواقع الدينية بما في ذلك المساجد والكنائس.

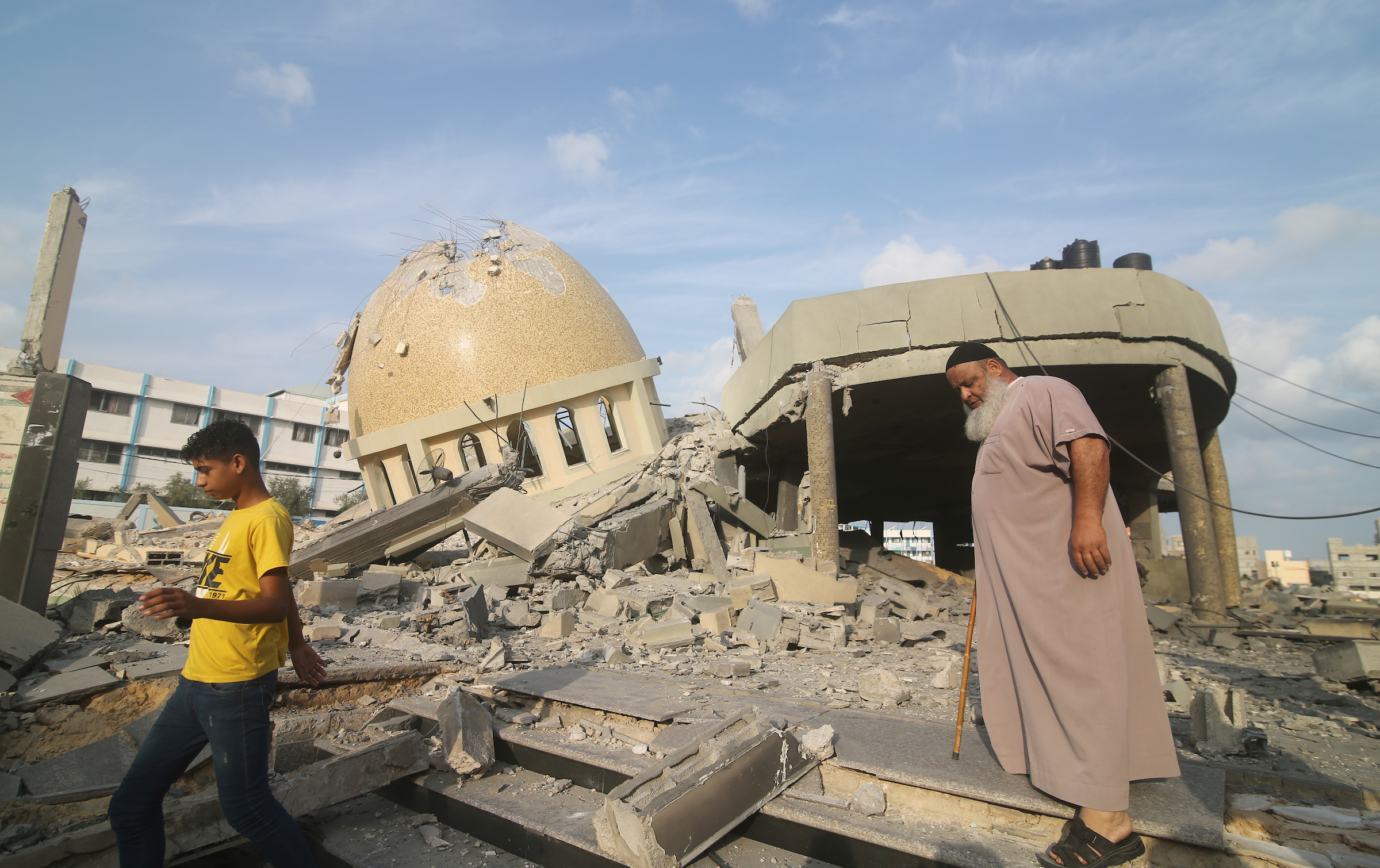
مسجد دُمَّر جرَّاء قصف الاحتلال الإسرائيلي في خانيونس

في 19 أكتوبر 2023، ضربت غارة جوية إسرائيلية كنيسة القديس بورفيريوس، حيث كان 500 شخص يحتمون. في 8 نوفمبر 2023، قصفت طائرات الاحتلال مسجد خالد بن الوليد ودمَّرته. وبحلول 13 نوفمبر 2023، بلغ عدد المساجد التي دمرها الاحتلال الإسرائيلي ستين مسجداً على الأقل. في ديسمبر 2023، أدَّى القصف الإسرائيلي إلى تدمير المسجد العمري الكبير في غزة. في 23 فبراير 2024، استشهد ما لا يقل عن سبعة أشخاص في غارة جوية إسرائيلية على مسجد في رفح مليء بالنازحين. واستشهد أيضاً خمسة أشخاص في قصف مسجد بشمال غزة دون سابق إنذار. في 9 مارس 2024، تعرض مسجد الرياض في خان يونس لأضرار جسيمة نتيجة القصف الإسرائيلي المستمر. في 24 أغسطس 2024، هاجمت قوات الاحتلال الإسرائيلي مسجد بني صالح التاريخي الذي يبلغ عمره 96 عاماً في خان يونس ودمرته، حيث أهانوا القرآن الكريم أيضاً ثم أشعلوا النار فيه.
وبحلول 10 مارس 2024، بلغ عدد المساجد التي تعرضت لاعتداءات من قبل قوات الاحتلال الإسرائيلي أكثر من ألف مسجد. في مايو 2024، أفادت التقارير أن قصفاً إسرائيلياً على مسجد في مدينة غزة أدى إلى استشهاد 10 أشخاص على الأقل.

## خلفية
بعد الهجوم غير العادي الذي شنَّته فصائل المقاومة الفلسطينية بقيادة حركة حماس في السابع من أكتوبر 2023، والمعروف باسم عملية طوفان الأقصى، أطلقت إسرائيل غزواً بريًّا واسع النطاق في السابع والعشرين من أكتوبر من نفس العام. وتسبَّب الصراع في دمار واسع النطاق في غزة، مع الهجمات الإسرائيلية الوحشية وغير المسبوقة وألحقت أضرار جسيمة بالمواقع الدينية. وبحسب القانون الإنساني الدولي فإنَّ الاستهداف المتعمَّد للمباني الدينية أثناء النزاع يعتبر جريمة حرب ما لم تُستخدم هذه المواقع لأغراض عسكرية.
وفي مطلع عام 2024، بلغ عدد المساجد التي تم دمرتها هجمات الاحتلال الإسرائيلي ألف مسجد على الأقل منذ 7 أكتوبر 2023، وقُدِّرت تكاليف إعادة الإعمار بنحو 500 مليون دولار. وتشير تقارير أخرى إلى استهداف 378 مسجداً خلال الصراع، على الرغم من عدم التحقق من هذا الرقم بشكل مستقل. أواخر يناير من عام 2024، أكَّدت هيئة الإذاعة البريطانية (بي بي سي) وقوع 72 حادثة تدمير أو تضرر للمساجد في الفترة من 7 أكتوبر حتى 31 ديسمبر 2023.
وذكرت التقارير أيضاً أن ثلاثة كنائس تضررت خلال الصراع. أكَّدت هيئة الإذاعة البريطانية (بي بي سي) وقوع حادثتين تعرضت فيهما كنائس للضرر أو التدمير في الفترة ما بين 7 أكتوبر و31 ديسمبر 2023.

## قائمة الهجمات على المساجد
- مسجد خالد بن الوليد: في يوم الأربعاء 8 نوفمبر 2023، تعرض هذا المسجد الواقع في خان يونس لاستهداف من قبل جيش الاحتلال الإسرائيلي ممَّا أدَّى إلى أضرار جسيمة فيه.[15][20]
- المسجد العمري الكبير: في صباح يوم الجمعة 8 ديسمبر 2023، تعرض المسجد العمري الكبير أحد أقدم المساجد في فلسطين التاريخية للاستهداف من قبل قوات الاحتلال، حيث تعرض المسجد الواقع في مدينة غزة لقصف جوي إسرائيلي.[21][22][23]
- مسجد السيد الهاشم: يقع المسجد في حي الدرج شرق مدينة غزة، ويعتقد أن ضريح جد الرسول صلى الله عليه وسلم هاشم بن عبد مناف يوجد فيه، ولهذا ارتبط اسمه باسم غزة فسميت بغزة هاشم، وفي يوم الثلاثاء 7 ديسمبر 2023، تسببت النيران التي اشتعلت في المسجد جرَّاء غارة جوية للاحتلال الإسرائيلي بأضرار جسيمة.[24][25]
- مسجد العمري في غزة من العصور الوسطى.[26]
- مسجد عثمان بن قشقر العتيق.[27]
- مسجد كاتب الولاية.[28]
- مسجد البخاري.[29]
- مسجد خليل الرحمن.[29]
- مسجد الأنصار.[29]
- تم تدمير مسجد أحمد ياسين في مخيم الشاطئ للاجئين بمدينة غزة بتاريخ 9 أكتوبر 2023.[30]
- تم هدم مسجد الأمين محمد بخان يونس بتاريخ 20 أكتوبر 2023.[31]
- تم تدمير المسجد الغربي في مدينة غزة بتاريخ 9 أكتوبر 2023.[30]
- مسجد سعد بن أبي وقاص.[32]
- مسجد يافا في دير البلح دُمر في كانون الأول/ديسمبر 2023.[33][34]